# Compañía Bigelow Tea
R.C. Bigelow, Inc, más conocida como Bigelow Tea Company, es una compañía de té estadounidense con sede en Fairfield, Connecticut. La compañía fue fundada por Ruth C. Bigelow a finales del 1940, basada en una receta que ella comercializa como té "Constant Comment". Bigelow sigue siendo una empresa 100% familiar en los mercados con más de 50 variedades de té, incluyendo té negro y té verde, así como té de hierbas, los cuales todavía se mezclan en Fairfield. También son dueños únicos de la plantación de té de Estados Unidos, en Charleston, Carolina del Sur. Aunque todavía es una compañía privada, en 2009 se publicaron sus ventas anuales de alrededor de $ 90 millones de dólares y tienen 350 empleados.

## Constant Comment
Constant Comment sigue siendo hoy uno de los productos más populares de Bigelow Inc.. Es un té negro aromatizado con cortezas de naranja y especias dulces.
En 1945, la escritora de alimentos de New York Times Jane Holt escribió sobre el té recién introducido al mercado, lo elogió por "economía de uso:"

Ruth Campbell Bigelow y Bertha West Nealey [son] las dos decoradoras de interiores cuyo entusiasmo para el té les ha llevado a mezclar su propio... brebaje inusual y delicioso llamado Constant Comment, que acaba de ser introducido en las tiendas de la ciudad.... A diferencia de las clases ordinarias, es tan concentrado que un poco va un largo camino. Por ejemplo, en su preparación, se recomienda una y media cucharadita escasa para tres tazas de té... Otras variedades de té están en el proceso de experimentación en el laboratorio.... El precio oscila desde 67 hasta 75 centavos de dólar por [dos-y-media-onzas] tarro.

Un artículo de 1945 de Clementine Paddleford cuenta esta historia sobre el origen del nombre: 

El té estaba listo para el mercado, pero ningún nombre pareció satisfacer. Entonces sucedió de esta manera: Una de las amigas, de Park Avenue, de la Señora Bigelow estaba dando una fiesta en la tarde, y se le sugirió que ella probara la nueva mezcla. Ni una palabra fue dicha a los invitados con respecto a la novedad, sin embargo, todo el mundo hablaba del aroma del té, su sabor- había un "Constan Comment” (comentario constante). Un buen nombre, ¿por qué no? Las etiquetas fueron hechas y el té fue introducido rápidamente a las tiendas, donde se está vendiendo alrededor de 75 centavos de dólar el tarro de dos onzas y cuarto. ¿Caro? Pero aquí está un té tan sabroso que tres cuartas partes de una cucharadita hacen seis tazas frescas de té con sabor picante aromático.